# Joan Lino Martínez
Joan Lino Martínez, född den 17 januari 1978 är en spansk friidrottare som tävlar i längdhopp.
Martínez genombrott kom när han blev bronsmedaljör vid Olympiska sommarspelen 2004 då han hoppade 8,32. Året därefter blev han europamästare inomhus i Madrid då han hoppade 8,37. Han deltog även vid VM 2005 i Helsingfors och slutade då fyra med ett hopp på 8,24.
Vid EM 2006 misslyckades han att ta sig vidare till finalen.

## Personliga rekord
- Längdhopp - 8,32 meter (inomhus 8,37 meter)